# Aphycus primus
Aphycus primus är en stekelart som först beskrevs av Mercet 1917.  Aphycus primus ingår i släktet Aphycus och familjen sköldlussteklar. Inga underarter finns listade i Catalogue of Life.